# Gerhard Weber (Intendant)
Gerhard Weber (* 27. März 1950 in Hannover) ist ein deutscher Theater-Regisseur und -Intendant.

## Leben
Gerhard Weber verbrachte Kindheit und Jugend in der Südstadt der niedersächsischen Landeshauptstadt, in der er in der Herschelschule sein Abitur ablegte.
Von 1970 bis 1973 absolvierte er am Max Reinhardt Seminar in Wien die Regieklasse von Hermann Kutscher. Anschließend arbeitete er von 1974 bis 1978 in Stuttgart am dortigen Staatstheater als Regieassistent bei Claus Peymann.
Ab 1978 wirkte Weber rund ein Jahrzehnt als freier Regisseur, in dem er an verschiedenen Orten bis zu fünf Inszenierungen pro Jahr erarbeitete. Von 1988 bis 1991 übernahm er die Spielleitung für Sprech- und Musiktheater an den Vereinigten Städtischen Bühnen Krefeld und Mönchengladbach. Von 1991 bis 1998 wiederum wirkte er als Oberspielleiter des Schauspiels in Saarbrücken am dortigen Saarländischen Staatstheater.
Ab 1998 und bis 2004 leitete Gerhard Weber in Hannover als Intendant die seinerzeit noch in der Bultstraße eingerichtete dortige Landesbühne, in die er Theatersport, Dinner-Theatre und Musicals brachte. Mit seinem Ensemble gastierte er im Einzugsbereich Niedersachsen bis kurz vor Bremen und Nordrhein-Westfalen. In den Herrenhäuser Gärten führte er William Shakespeares Komödie Ein Sommernachtstraum in der Version von Heinz Rudolf Kunze auf.
Am 27. April 2004 verlieh der Freundeskreis Hannover Weber für seinen Einsatz für die Landesbühne Hannover den mit 5.000,- Euro dotierten Stadtkulturpreis.
2004 ging Weber nach Trier, um dort elf Jahre lang als Intendant am Theater Trier die Sparten Schauspiel, Tanz und Oper zu leiten.
Nach dem Eintritt in den Ruhestand und seiner immer geplanten Rückkehr nach Hannover gründete er gemeinsam mit der Schauspielerin Julia Goehrmann die Musical-Factory: Bisher brachten Goehrmann als Geschäftsführerin und Weber als Intendant zwei Musicals im Sofa Loft in der Jordanstraße 20 zur Aufführung; zunächst Non(n)sense und zuletzt das nach dem Film Blues Brothers aufgeführte Musical The Blues Brothers.